# James Ingram
James Edward Ingram (Akron, Ohio, 1952. február 16. – Los Angeles, Kalifornia, 2019. január 29.) kétszeres Grammy-díjas amerikai énekes, dalszerző, zenei producer.

## Diszkográfia
Stúdióalbumok
- It’s Your Night (1983)
- Never Felt So Good (1986)
- It’s Real (1989)
- Always You (1993)
- Stand (In the Light) (2008)

Válogatáslemezek
- Greatest Hits: The Power of Great Music (1991)
- Forever More (Love Songs, Hits & Duets) (1999)

## Díjai
- Grammy-díj
  - 1982: One Hundred Ways (Best Male R&B Vocal Performance)
  - 1985 Yah Mo B There (Best R&B Performance by a Duo or Group with Vocals – Michael McDonalddel)

## További információ
- Hivatalos oldal
- James Ingram a Facebookon
- James Ingram a PORT.hu-n (magyarul)
- James Ingram az Internet Movie Database-ben (angolul)
- James Ingram a Rotten Tomatoeson (angolul)